# مدرسة مونتباتن الابتدائية
مدرسة مونتباتن الابتدائية هي مدرسة دولية خاصة تقع في سيلي، ألمانيا.

## الروابط الخارجية
1. ↑  Our School نسخة محفوظة 16 أبريل 2009 على موقع واي باك مشين. [وصلة مكسورة]

- School Website